# Nati nel 1286
| Questa pagina contiene informazioni ricavate automaticamente dalle voci biografiche con l'ausilio del template Bio e di un bot. L'aggiornamento è periodico e automatico e ricostruisce completamente la pagina. Se manca una persona in questa lista, sei pregato di non aggiungerla, ma accertati piuttosto che la sua voce biografica contenga il template Bio e che i dati anagrafici siano correttamente compilati. Se il template Bio manca, inseriscilo tu stesso o, in alternativa, metti l'avviso {{tmp\|Bio}} che ne segnala la mancanza. Se i dati riportati sono sbagliati, correggi direttamente la voce biografica; le modifiche saranno visibili in questa lista entro pochi giorni. Per chiarimenti vedi il progetto biografie. La lista contiene solo le 12 persone che sono citate nell'enciclopedia e per le quali è stato implementato correttamente il template Bio. Pagina aggiornata al 18 mag 2025. |

- 2 febbraio - Giovanna de Geneville, II baronessa di Geneville, nobile britannica († 1356)
- 8 marzo - Giovanni III di Bretagna, sovrano († 1341)
- Bartolomeo da Urbino, religioso, vescovo cattolico e letterato italiano († 1350)
- Ben Calonymos Calonymos, poeta, scrittore e filosofo francese
- Marco Corner, doge († 1368)
- Ugo Despenser il Giovane, pirata e nobile britannico († 1326)
- James Douglas, condottiero scozzese († 1330)
- Guglielmo I di Hainaut, nobile francese († 1337)
- Agnese di Savoia, contessa († 1322)
- Ulrico III di Württemberg, nobile tedesco († 1344)
- Ibn-i Yamin, poeta persiano († 1368)
- Beatrice da Correggio, nobile italiana († 1321)